# Warington Baden-Powell
Henry Warington Smyth Baden-Powell, dit Warington, est un avocat britannique spécialisé dans l'amirauté, un capitaine de navire et un canoéiste. Il a écrit un livre sur le scoutisme marin et a occupé des postes au sein de l'Association des scouts, créée par son frère, Robert Baden-Powell.

## Vie

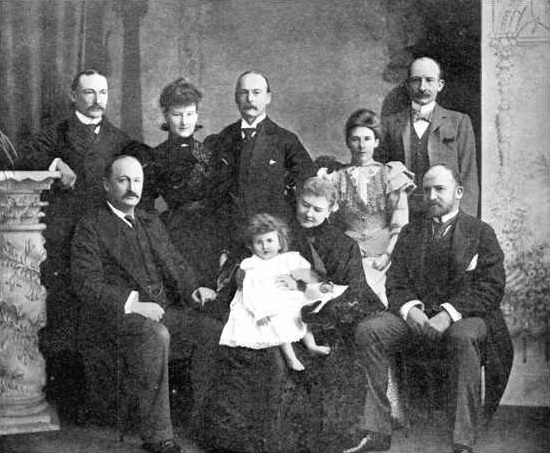
La famille Baden-Powell "vers" 1896 ; Warington Baden-Powell est assis à l'avant, à droite.

Il est né Henry Warington Powell à New College Lane, Oxford le 3 February 1847; le fils du révérend professeur Baden Powell, qui a occupé la chaire de géométrie Savilian à l'Université d'Oxford de 1827 à 1860.
Sa mère, une musicienne et artiste douée, était Henrietta Grace Smyth, la troisième épouse de Baden Powell (les deux précédentes étant décédées). Elle était la fille aînée de William Henry Smyth et de sa femme Annarella.
Warington était l'aîné des enfants du mariage, ses frères et sœurs étaient George Baden-Powell, Robert Baden-Powell, Frank Baden-Powell, Agnes Baden-Powell, et Baden Baden-Powell Warington a fait ses études à l'école St Paul de Londres, où il est entré en 1857. En 1860, son père est décédé, à la suite de quoi sa mère a changé le nom de famille de Powell à Baden-Powell en sa mémoire.
En 1861, à l'âge de 14 ans, Warington rejoint le navire-école HMS Conway en tant que cadet. Il y a terminé sa formation en 1864 avec un certificat double extra honorable, puis a accompagné son oncle, le capitaine Henry Toynbee, lors d'un voyage sur le East Indiaman, Hotspur. Il a ensuite rejoint la Peninsular and Oriental Steam Navigation Company en tant que 4e officier. Au début de sa carrière, il a obtenu le titre de Master Mariner et a été nommé lieutenant dans la Royal Naval Reserve. En tant que fils aîné, Warington était financièrement responsable de l'entretien de la maison de sa mère, ce qui l'a probablement poussé à quitter la mer en 1873 et à entamer une formation juridique. Il a ensuite été admis au barreau de l'Amirauté et est devenu membre de plusieurs organisations importantes axées sur la mer. Il a été nommé conseiller du roi (KC) le 24 décembre 1897. Le 13 septembre 1913, Warington a épousé Cicely Hilda Farmer (dite Hilda), née en Nouvelle-Zélande, à All Saints, Knightsbridge. Il était secrètement fiancé à Hilda depuis près de vingt ans.
Il a été élu membre de la Royal Geographical Society (FRGS). Il était également membre de la Shipwrights' Company, de la Yacht Racing Association et de l'Athenaeum Club. Il a été élu associé de la Royal Institution of Naval Architects en 1889.
La tombe de Warington Baden-Powell au Eastern Cemetery de St Andrews, Fife.
Warington est mort de la tuberculose, à Chelsea, le 4 avril 1921, mais il est enterré au Eastern Cemetery de St Andrews, dans le Fife, sur la terrasse supérieure, dans la concession familiale de sa femme Un portrait peut être trouvé sur Internet.

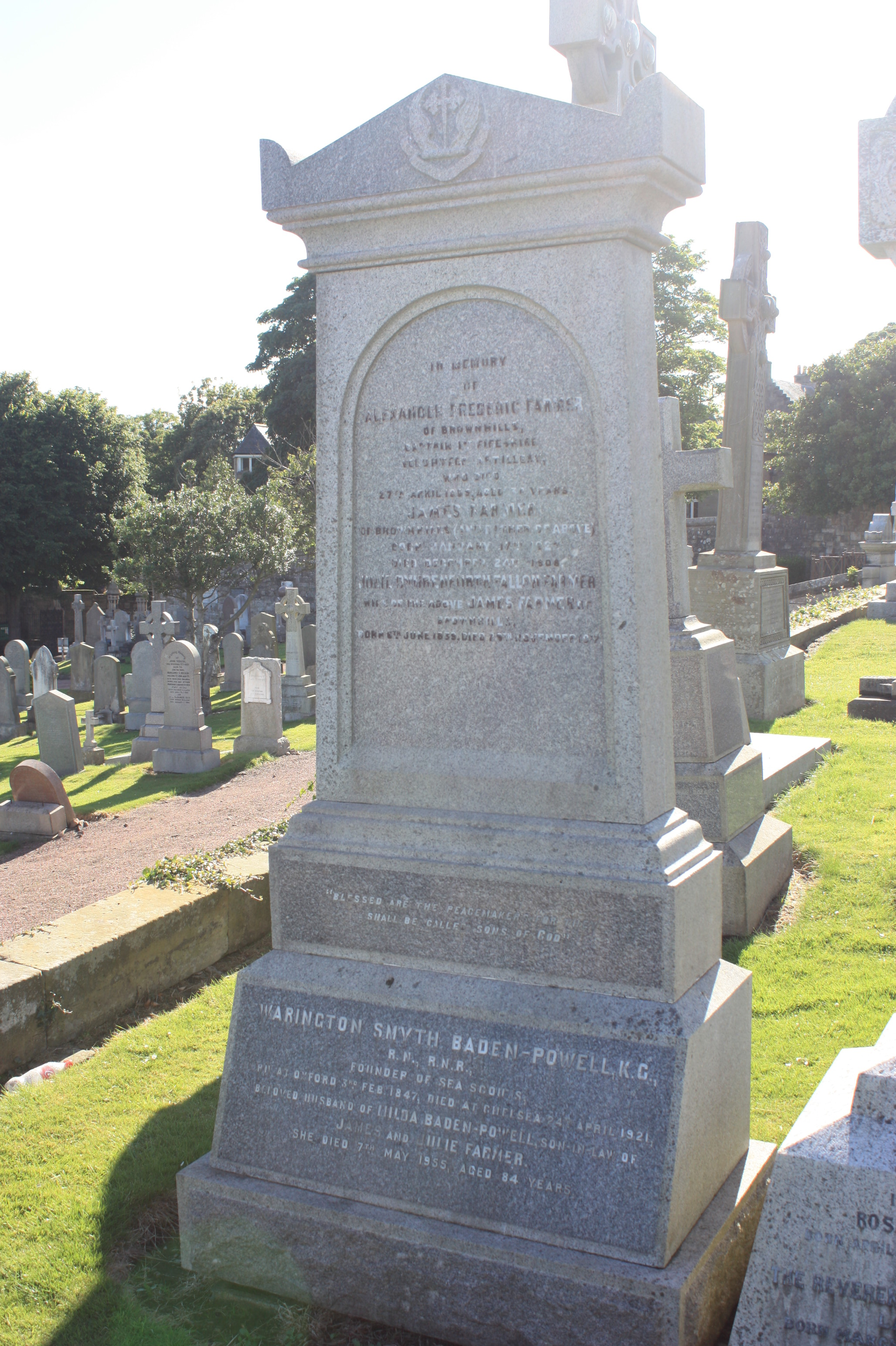
La tombe de Warington Baden-Powell au cimetière oriental de St Andrews, Fife.

## Canoë à voile

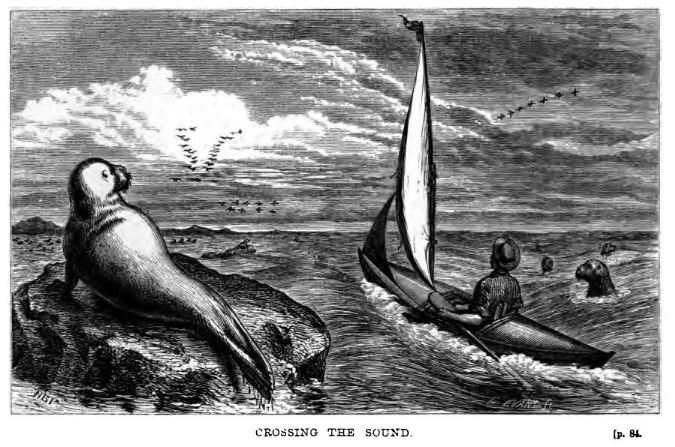
"Crossing the Sound" ; une impression de Warrington Baden-Powell sur sa croisière de 1869 dans la Baltique..

Depuis son enfance, Warington Baden-Powell était un navigateur enthousiaste de petits bateaux et devint plus tard un pionnier des canoës à voile, qu'il conçut lui-même sur la base du type "Rob-Roy" de canoës-kayaks hybrides qui avaient été construits par John "Rob Roy" MacGregor. En juillet 1869, accompagné d'un compagnon connu uniquement sous le nom de "H", probablement son frère Baden Henry, Warington entreprend une expédition en canoë dans la mer Baltique, et publie un récit de ses aventures en 1871. Il est l'un des premiers membres et promoteurs du Royal Canoe Club qu'il a rejoint en 1874. À la fin des années 1870, les canoës à voile participaient à des courses organisées et offraient un sport amateur passionnant à un coût raisonnable à une époque où le yachting était une activité réservée aux riches.
L'Encyclopædia Britannica, onzième édition, le mentionne dans la rubrique "Canoë" :
   W. Baden Powell a modifié le type du "Rob Roy" en "Nautilus", destiné uniquement à la voile. À partir de ce moment, les deux types de canoës de plaisance - le canoë à pagaie et le canoë à voile - se sont séparés et se sont développés chacun à leur manière ; le canoë à voile a bientôt (1882) un siège de pont et une barre, un cockpit de plus en plus petit et une surface de voile de plus en plus grande, avec les cloisons étanches à l'air et à l'eau nécessaires dans la coque.
   - Encyclopædia Britannica Onzième édition, vol 5
En 1872, Warington emmena ses frères, y compris Robert, alors âgé de 15 ans, dans une expédition en canoë le long de la Tamise jusqu'à sa source, puis sur la rivière Severn et la rivière Wye. Il s'ensuivit plusieurs autres expéditions familiales dans le sud de l'Angleterre qui firent une profonde impression sur Robert, qui se rappellera plus tard que Warington avait "insufflé tant de gaieté et de romantisme dans cette formation maritime précoce qu'elle m'a saisi dès le début".
En 1886, l'American Canoe Association a défié le Royal Canoe Club dans une course à la voile et en conséquence, Warington s'est rendu aux États-Unis avec Walter Stewart et leurs canoës pour la rencontre annuelle de l'ACA aux Mille-Îles dans le fleuve Saint-Laurent. Cependant, les lourds canoës de croisière britanniques à usage général ont été battus par les Américains qui avaient développé des bateaux de course spécialisés.

## Scouts marins
Son frère, Robert, lui demande d'écrire un manuel pour les scouts marins. Il a conçu un programme de formation avec le chef scout marin de l'association des scouts, Lord Charles Beresford et, en juin 1912, son livre, Sea Scouting and Seamanship for Boys, a été publié. Warington a admis, dans la préface de son livre, que celui-ci ne pouvait fournir qu'un aperçu des compétences nautiques requises. Son livre est resté imprimé jusqu'en 1949,.
En 2011, un groupe de scouts marins du Corpo Nacional de Escutas portugais, basé aux Açores, a nommé son voilier de 16 mètres Almirante Warrington Baden-Powell en son honneur. En 2012, un buste en bronze de Warington a été dévoilé par Edward Baden-Powell, l'arrière-petit-fils de Sir George Baden-Powell, au siège national de l'Association scoute à Gilwell Park dans l'Essex.
Warington Baden-Powell meurt le 24 avril 1921.

## Ouvrages publiés
- Canoe Travelling: Log of a Cruise on the Baltic, and Practical Hints on Building and Fitting Canoes (London: Smith, Elder, 1871)
- Sea Scouting and Seamanship for Boys (Glasgow: Brown, Son & Ferguson, 1912)